# Skofka
Влади́мир Влади́мирович Самолю́к, более известный как Skofka (род. 21 февраля 1994, Ровно) — украинский рэпер.
В 2023 году вошел в рейтинг «30 самых перспективных украинцев до 30 лет» по версии Forbes (в категории «Музыка»).

## Биография
Родился в Ровно в 1994 году, жил в Здолбунове, где и решил стать рэпером. Отец-милиционер не сразу одобрительно отнесся к увлечению сына.
В 2011 году окончил Здолбуновскую общеобразовательную школу № 6, в 2011—2016 годах учился в Ровенском институте славяноведения Киевского университета славистики на специальности «Товароведение и торговое предпринимательство».

## Творчество
В январе 2021 года вместе с лидером группы Kalush Олегом Псюком они презентовали совместный трек «Otamat». В мае вышла их общая песня «Додому», попавшая в тренды YouTube, топ-чарты Shazam, Spotify и iTunes.
В июле Kalush и Skofka выложили совместный миниальбом «Йо-Йо» и новый трек «Не напрягайся».
Осенью 2021 года певица Kola представила песню «Ба», выпущенную в соавторстве со Skofka.
Тогда же Skofka стал артистом лейбла ENKO (Alyona Alyona, Kalush).
В 2022 году рэпер Skofka выпустил песни «Не забудем і не пробачим» и «Чути гімн». Последнюю из упомянутых работ рэп-исполнитель посвятил своему другу Валентину Коноводову, погибшему во время вторжения России на Украину.
В декабре 2022 года директором артиста становится Николай Кучерявый, на тот момент директор группы Kalush Orchestra и исполнителей Jerry Heil и Казака Сиромахи.

## Дискография

### Синглы
- «Шарф і Шапка» (2017)
- «Балалайка» (2020)
- «А я б..» (2020)
- «Геть, за забор» (2020)[15]
- «Вітер в голові» (2020)
- «Тут тільки так» (2020)
- «Бум дігі бай» (2020)
- «Сірник» (2020)
- «Крузак» (2021)
- «Форт Буаяр» (2021)
- «Нам би» (2021)
- «Береза стара» (2021)[16]
- «Не бий собаку» (2021)[17]
- «По барабану» (2021)[18]
- «В дорогу» (2022)
- «Ой на ой» (2022)
- «Не забудем і не пробачим» (2022)
- «Чути гімн» (2022)

### Коллаборации

#### Kalushfeat. Skofka
- «Otaman» (2020)
- «Додому» (2021)
- «Давай начистоту» (2021)
- «Не напрягайся» (2021)
- «Файна» (2021)
- «Маяком» (2021)
- «Я йду» (2021)
- «Батьківщина» (2022)

#### Skofka & БетБіт
- Я б поміняв (2020)
- Чувачі (2021)

#### Юрчік, Вовк, Skofka
- Бо я репер (2020)

#### Skofka & Дімич
- Не буксуй (2015)[19]